# Santa Tereza do Tocantins
Santa Tereza do Tocantins é um município brasileiro do estado do Tocantins. Localiza-se a uma latitude 10º16'56" sul e a uma longitude 47º48'30" oeste, estando a uma altitude de 263 metros. Sua população estimada em 2004 era de 2 301 habitantes. Possui uma área de 543,941 km².